# Saison 2022-2023 des Clippers de Los Angeles
La saison 2022-2023 des Clippers de Los Angeles est la 53e saison de la franchise en National Basketball Association (NBA) et la 39e saison à Los Angeles.

## Draft
| Tour | Choix | Joueur         | Poste | Nationalité | Provenance             |
| ---- | ----- | -------------- | ----- | ----------- | ---------------------- |
| 2    | 43    | Moussa Diabaté | F/C   | France      | Wolverines du Michigan |

## Matchs

### Summer League
| Summer League Total: 2-3 |

| Match | Date match | Équipe      | Score   | Meilleur marqueur       | Meilleur rebondeur     | Meilleur passeur   | Lieux Spectateurs      | Série |
| ----- | ---------- | ----------- | ------- | ----------------------- | ---------------------- | ------------------ | ---------------------- | ----- |
| 1     | 9 juillet  | Memphis     | V 94-76 | Reggie Perry (17)       | Diabaté, Moon (7)      | Jason Preston (6)  | Cox Pavilion 0         | 1 - 0 |
| 2     | 12 juillet | L.A. Lakers | D 72-83 | Boston Jr., Scrubb (15) | Brandon Boston Jr. (9) | Xavier Moon (5)    | Thomas & Mack Center 0 | 1 - 1 |
| 3     | 13 juillet | Denver      | D 75-80 | Jay Scrubb (18)         | Jarrell Brantley (8)   | Jason Preston (6)  | Thomas & Mack Center 0 | 1 - 2 |
| 4     | 15 juillet | Utah        | V 82-65 | Brandon Boston Jr. (22) | Brandon Boston Jr. (8) | Xavier Moon (6)    | Thomas & Mack Center 0 | 2 - 2 |
| 5     | 16 juillet | Miami       | D 83-86 | Trois joueurs (16)      | Trois joueurs (6)      | Keaton Wallace (3) | Cox Pavilion 0         | 2 - 3 |

### Pré-saison
| Pré-saison Total: 2-2 (Domicile : 2-2; Extérieur : 0-0) |

| Match | Date match   | Équipe           | Score     | Meilleur marqueur  | Meilleur rebondeur  | Meilleur passeur   | Lieux Spectateurs           | Série |
| ----- | ------------ | ---------------- | --------- | ------------------ | ------------------- | ------------------ | --------------------------- | ----- |
| 1     | 30 septembre | Maccabi Ra'anana | V 121-81  | Luke Kennard (16)  | Moses Brown (13)    | Jason Preston (10) | Climate Pledge Arena 9 333  | 1 - 0 |
| 2     | 3 octobre    | Portland         | V 102-97  | Amir Coffey (15)   | Moussa Diabaté (11) | Xavier Moon (4)    | Climate Pledge Arena 18 440 | 2 - 0 |
| 3     | 9 octobre    | Minnesota        | D 117-119 | John Wall (20)     | Ivica Zubac (8)     | Paul George (4)    | Crypto.com Arena 16 466     | 2 - 1 |
| 4     | 12 octobre   | Denver           | D 115-126 | Norman Powell (34) | Paul George (6)     | George, Wall (4)   | Toyota Sports Center 8 812  | 2 - 2 |

### Saison régulière
| Saison régulière Total: 44-38 (Domicile : 23-18; Extérieur : 21-20) |

| Match | Date match | Équipe              | Score     | Meilleur marqueur  | Meilleur rebondeur | Meilleur passeur    | Lieux Spectateurs       | Série |
| ----- | ---------- | ------------------- | --------- | ------------------ | ------------------ | ------------------- | ----------------------- | ----- |
| 1     | 20 octobre | @ L.A. Lakers       | V 103-97  | George, Wall (15)  | Ivica Zubac (17)   | George, Jackson (4) | Crypto.com Arena 18 997 | 1 - 0 |
| 2     | 22 octobre | @ Sacramento        | V 111-109 | Paul George (40)   | Ivica Zubac (8)    | Paul George (6)     | Golden 1 Center 16 296  | 2 - 0 |
| 3     | 23 octobre | Phoenix             | D 95-112  | Marcus Morris (22) | Ivica Zubac (8)    | George, Wall (4)    | Crypto.com Arena 19 068 | 2 - 1 |
| 4     | 25 octobre | @ Oklahoma City     | D 94-108  | Luke Kennard (15)  | Ivica Zubac (14)   | Reggie Jackson (6)  | Paycom Center 13 105    | 2 - 2 |
| 5     | 27 octobre | @ Oklahoma City     | D 110-118 | Norman Powell (21) | Ivica Zubac (18)   | John Wall (6)       | Paycom Center 14 510    | 2 - 3 |
| 6     | 30 octobre | La Nouvelle-Orléans | D 91-112  | Norman Powell (18) | Marcus Morris (8)  | John Wall (6)       | Crypto.com Arena 18 142 | 2 - 4 |
| 7     | 31 octobre | Houston             | V 95-93   | Paul George (35)   | Ivica Zubac (12)   | Paul George (8)     | Crypto.com Arena 14 887 | 3 - 4 |

| Match | Date match  | Équipe         | Score     | Meilleur marqueur   | Meilleur rebondeur | Meilleur passeur    | Lieux Spectateurs               | Série   |
| ----- | ----------- | -------------- | --------- | ------------------- | ------------------ | ------------------- | ------------------------------- | ------- |
| 8     | 2 novembre  | @ Houston      | V 109-101 | Paul George (28)    | Marcus Morris (10) | Paul George (5)     | Toyota Center 15 860            | 4 - 4   |
| 9     | 4 novembre  | @ San Antonio  | V 113-106 | Paul George (32)    | Ivica Zubac (15)   | George, Wall (6)    | AT&T Center 12 603              | 5 - 4   |
| 10    | 6 novembre  | Utah           | D 102-110 | Paul George (34)    | Ivica Zubac (9)    | John Wall (6)       | Crypto.com Arena 16 111         | 5 - 5   |
| 11    | 7 novembre  | Cleveland      | V 119-117 | Paul George (26)    | Ivica Zubac (9)    | Reggie Jackson (7)  | Crypto.com Arena 16 516         | 6 - 5   |
| 12    | 9 novembre  | L.A. Lakers    | V 114-101 | Paul George (29)    | Morris, Zubac (8)  | John Wall (6)       | Crypto.com Arena 19 068         | 7 - 5   |
| 13    | 12 novembre | Brooklyn       | D 95-110  | Paul George (17)    | Ivica Zubac (15)   | Jackson, Wall (6)   | Crypto.com Arena 17 777         | 7 - 6   |
| 14    | 14 novembre | @ Houston      | V 122-106 | Paul George (22)    | Paul George (8)    | Reggie Jackson (6)  | Toyota Center 16 098            | 8 - 6   |
| 15    | 15 novembre | @ Dallas       | D 101-103 | Paul George (23)    | George, Zubac (7)  | Paul George (6)     | American Airlines Center 19 810 | 8 - 7   |
| 16    | 17 novembre | Détroit        | V 96-91   | Reggie Jackson (23) | Ivica Zubac (18)   | Leonard, Wall (4)   | Crypto.com Arena 17 822         | 9 - 7   |
| 17    | 19 novembre | San Antonio    | V 119-97  | Norman Powell (26)  | Ivica Zubac (11)   | John Wall (15)      | Crypto.com Arena 18 581         | 10 - 7  |
| 18    | 21 novembre | Utah           | V 121-114 | Norman Powell (30)  | Ivica Zubac (14)   | John Wall (8)       | Crypto.com Arena 19 068         | 11 - 7  |
| 19    | 23 novembre | @ Golden State | V 107-124 | Marcus Morris (19)  | Norman Powell (7)  | Amir Coffey (7)     | Chase Center 18 064             | 11 - 8  |
| 20    | 25 novembre | Denver         | D 104-114 | John Wall (23)      | Ivica Zubac (9)    | Reggie Jackson (8)  | Crypto.com Arena 16 559         | 11 - 9  |
| 21    | 27 novembre | Indiana        | V 114-100 | Ivica Zubac (31)    | Ivica Zubac (29)   | John Wall (8)       | Crypto.com Arena 16 805         | 12 - 9  |
| 22    | 29 novembre | @ Portland     | V 118-112 | Norman Powell (32)  | Ivica Zubac (13)   | Reggie Jackson (12) | Moda Center 17 251              | 13 - 9  |
| 23    | 30 novembre | @ Utah         | D 112-125 | John Wall (26)      | Moussa Diabaté (8) | John Wall (5)       | Vivint Smart Home Arena 18 206  | 13 - 10 |

| Match | Date match  | Équipe         | Score          | Meilleur marqueur       | Meilleur rebondeur | Meilleur passeur     | Lieux Spectateurs            | Série   |
| ----- | ----------- | -------------- | -------------- | ----------------------- | ------------------ | -------------------- | ---------------------------- | ------- |
| 24    | 3 décembre  | Sacramento     | D 96-123       | Brandon Boston Jr. (18) | Ivica Zubac (15)   | Robert Covington (4) | Crypto.com Arena 16 587      | 13 - 11 |
| 25    | 5 décembre  | @ Charlotte    | V 119-117      | Paul George (19)        | Ivica Zubac (8)    | John Wall (12)       | Spectrum Center 13 945       | 14 - 11 |
| 26    | 7 décembre  | @ Orlando      | D 111-116 (OT) | Terance Mann (19)       | Ivica Zubac (13)   | Batum, George (5)    | Amway Center 14 429          | 14 - 12 |
| 27    | 8 décembre  | @ Miami        | D 110-115      | Paul George (29)        | George, Zubac (8)  | John Wall (8)        | FTX Arena 19 600             | 14 - 13 |
| 28    | 10 décembre | @ Washington   | V 114-107      | Paul George (36)        | Kawhi Leonard (8)  | George, Leonard (6)  | Capital One Arena 18 404     | 15 - 13 |
| 29    | 12 décembre | Boston         | V 113-93       | Paul George (26)        | Kawhi Leonard (9)  | Kawhi Leonard (6)    | Crypto.com Arena 19 068      | 16 - 13 |
| 30    | 14 décembre | Minnesota      | V 99-88        | Kawhi Leonard (19)      | Paul George (11)   | Paul George (11)     | Crypto.com Arena 14 063      | 17 - 13 |
| 31    | 15 décembre | Phoenix        | D 95-111       | Terance Mann (22)       | Moses Brown (12)   | John Wall (5)        | Crypto.com Arena 15 778      | 17 - 14 |
| 32    | 17 décembre | Washington     | V 102-93       | Kawhi Leonard (31)      | Marcus Morris (12) | Mann, Wall (5)       | Crypto.com Arena 15 018      | 18 - 14 |
| 33    | 21 décembre | Charlotte      | V 126-105      | Paul George (22)        | George, Zubac (8)  | Paul George (8)      | Crypto.com Arena 19 068      | 19 - 14 |
| 34    | 23 décembre | @ Philadelphie | D 114-119      | Kawhi Leonard (28)      | Ivica Zubac (12)   | Kawhi Leonard (5)    | Wells Fargo Center 19 996    | 19 - 15 |
| 35    | 26 décembre | @ Détroit      | V 142-131 (OT) | Paul George (32)        | Ivica Zubac (15)   | Paul George (11)     | Little Caesars Arena 20 190  | 20 - 15 |
| 36    | 27 décembre | @ Toronto      | V 124-113      | George, Zubac (23)      | Ivica Zubac (16)   | Kawhi Leonard (8)    | Scotiabank Arena 19 800      | 21 - 15 |
| 37    | 29 décembre | @ Boston       | D 110-116      | Kawhi Leonard (26)      | Ivica Zubac (11)   | Paul George (6)      | TD Garden 19 156             | 21 - 16 |
| 38    | 31 décembre | @ Indiana      | D 130-131      | Paul George (45)        | Paul George (9)    | Kawhi Leonard (7)    | Gainbridge Fieldhouse 16 731 | 21 - 17 |

| Match | Date match | Équipe        | Score     | Meilleur marqueur       | Meilleur rebondeur   | Meilleur passeur       | Lieux Spectateurs                 | Série   |
| ----- | ---------- | ------------- | --------- | ----------------------- | -------------------- | ---------------------- | --------------------------------- | ------- |
| 39    | 2 janvier  | Miami         | D 100-110 | Paul George (25)        | Morris, Zubac (7)    | Paul George (7)        | Crypto.com Arena 19 068           | 21 - 18 |
| 40    | 5 janvier  | @ Denver      | D 91-122  | Norman Powell (13)      | Moses Brown (10)     | Brandon Boston Jr. (4) | Ball Arena 19 087                 | 21 - 19 |
| 41    | 6 janvier  | @ Minnesota   | D 115-128 | Norman Powell (21)      | Moses Brown (11)     | John Wall (8)          | Target Center 17 136              | 21 - 20 |
| 42    | 8 janvier  | Atlanta       | D 108-112 | Kawhi Leonard (29)      | Ivica Zubac (18)     | John Wall (5)          | Crypto.com Arena 19 068           | 21 - 21 |
| 43    | 10 janvier | Dallas        | V 113-101 | Kawhi Leonard (33)      | Kawhi Leonard (9)    | Leonard, Wall (4)      | Crypto.com Arena 15 828           | 22 - 21 |
| 44    | 13 janvier | Denver        | D 103-115 | Kawhi Leonard (24)      | Kawhi Leonard (8)    | Trois joueurs (4)      | Crypto.com Arena 16 005           | 22 - 22 |
| 45    | 15 janvier | Houston       | V 121-100 | Kawhi Leonard (30)      | Trois joueurs (6)    | Reggie Jackson (5)     | Crypto.com Arena 17 238           | 23 - 22 |
| 46    | 17 janvier | Philadelphie  | D 110-120 | Kawhi Leonard (27)      | Ivica Zubac (9)      | Trois joueurs (4)      | Crypto.com Arena 15 155           | 23 - 23 |
| 47    | 18 janvier | @ Utah        | D 103-126 | Norman Powell (30)      | Ivica Zubac (12)     | Terance Mann (5)       | Vivint Smart Home Arena 18 206    | 23 - 24 |
| 48    | 20 janvier | @ San Antonio | V 131-126 | Kawhi Leonard (36)      | Ivica Zubac (16)     | Paul George (12)       | AT&T Center 15 190                | 24 - 24 |
| 49    | 22 janvier | @ Dallas      | V 112-98  | Kawhi Leonard (30)      | Leonard, Zubac (9)   | Robert Covington (6)   | American Airlines Center 20 026   | 25 - 24 |
| 50    | 24 janvier | @ L.A. Lakers | V 133-115 | Paul George (27)        | George, Leonard (9)  | Nicolas Batum (6)      | Crypto.com Arena 17 604           | 26 - 24 |
| 51    | 26 janvier | San Antonio   | V 138-100 | Paul George (35)        | Robert Covington (7) | George, Leonard (7)    | Crypto.com Arena 16 958           | 27 - 24 |
| 52    | 28 janvier | @ Atlanta     | V 120-113 | Kawhi Leonard (32)      | Kawhi Leonard (8)    | George, Mann (6)       | State Farm Arena 18 448           | 28 - 24 |
| 53    | 29 janvier | @ Cleveland   | D 99-122  | Brandon Boston Jr. (24) | Moses Brown (16)     | Jason Preston (8)      | Rocket Mortgage FieldHouse 19 432 | 28 - 25 |
| 54    | 31 janvier | @ Chicago     | V 108-103 | Kawhi Leonard (33)      | Ivica Zubac (12)     | Paul George (7)        | United Center 20 068              | 29 - 25 |

| Match                  | Date match | Équipe       | Score           | Meilleur marqueur       | Meilleur rebondeur   | Meilleur passeur       | Lieux Spectateurs            | Série   |
| ---------------------- | ---------- | ------------ | --------------- | ----------------------- | -------------------- | ---------------------- | ---------------------------- | ------- |
| 55                     | 2 février  | @ Milwaukee  | D 105-106       | Norman Powell (26)      | Ivica Zubac (13)     | Kawhi Leonard (5)      | Fiserv Forum 17 341          | 29 - 26 |
| 56                     | 4 février  | @ New York   | V 134-128 (OT)  | Kawhi Leonard (35)      | Ivica Zubac (13)     | Paul George (5)        | Madison Square Garden 19 812 | 30 - 26 |
| 57                     | 6 février  | @ Brooklyn   | V 124-116       | Paul George (29)        | Ivica Zubac (12)     | Kawhi Leonard (6)      | Barclays Center 16 981       | 31 - 26 |
| 58                     | 8 février  | Dallas       | D 104-110       | Norman Powell (24)      | Ivica Zubac (10)     | Quatre joueurs (4)     | Crypto.com Arena 18 377      | 31 - 27 |
| 59                     | 10 février | Milwaukee    | D 106-119       | Brandon Boston Jr. (20) | Paul George (11)     | Paul George (6)        | Crypto.com Arena 16 614      | 31 - 28 |
| 60                     | 14 février | Golden State | V 134-124       | Kawhi Leonard (33)      | Kawhi Leonard (7)    | Paul George (8)        | Crypto.com Arena 16 741      | 32 - 28 |
| 61                     | 16 février | @ Phoenix    | V 116-107       | George, Mann (26)       | Ivica Zubac (12)     | Eric Gordon (7)        | Footprint Center 17 071      | 33 - 28 |
| NBA All-Star Game 2023 |            |              |                 |                         |                      |                        |                              |         |
| 62                     | 24 février | Sacramento   | D 175-176 (2OT) | Kawhi Leonard (44)      | George, Plumlee (10) | Russell Westbrook (14) | Crypto.com Arena 19 068      | 33 - 29 |
| 63                     | 26 février | @ Denver     | D 124-134 (OT)  | Kawhi Leonard (33)      | Mason Plumlee (10)   | George, Westbrook (4)  | Ball Arena 19 689            | 33 - 30 |
| 64                     | 28 février | Minnesota    | D 101-108       | Paul George (25)        | Plumlee, Zubac (9)   | Russell Westbrook (10) | Crypto.com Arena 17 022      | 33 - 31 |

| Match | Date match | Équipe              | Score     | Meilleur marqueur      | Meilleur rebondeur     | Meilleur passeur       | Lieux Spectateurs       | Série   |
| ----- | ---------- | ------------------- | --------- | ---------------------- | ---------------------- | ---------------------- | ----------------------- | ------- |
| 65    | 2 mars     | @ Golden State      | D 91-115  | Kawhi Leonard (21)     | Mason Plumlee (20)     | Russell Westbrook (6)  | Chase Center 18 064     | 33 - 32 |
| 66    | 3 mars     | @ Sacramento        | D 127-128 | Paul George (28)       | Mason Plumlee (8)      | Russell Westbrook (10) | Golden 1 Center 18 111  | 33 - 33 |
| 67    | 5 mars     | Memphis             | V 135-129 | Paul George (42)       | Paul George (11)       | Russell Westbrook (6)  | Crypto.com Arena 19 068 | 34 - 33 |
| 68    | 8 mars     | Toronto             | V 108-100 | Kawhi Leonard (24)     | Kawhi Leonard (12)     | Russell Westbrook (7)  | Crypto.com Arena 17 397 | 35 - 33 |
| 69    | 11 mars    | New York            | V 106-95  | Kawhi Leonard (38)     | Paul George (8)        | Paul George (8)        | Crypto.com Arena 19 068 | 36 - 33 |
| 70    | 15 mars    | Golden State        | V 134-126 | Kawhi Leonard (30)     | Ivica Zubac (16)       | George, Westbrook (7)  | Crypto.com Arena 19 068 | 37 - 33 |
| 71    | 18 mars    | Orlando             | D 108-113 | Kawhi Leonard (30)     | Ivica Zubac (16)       | Russell Westbrook (9)  | Crypto.com Arena 17 533 | 37 - 34 |
| 72    | 19 mars    | @ Portland          | V 117-102 | Paul George (29)       | Russell Westbrook (12) | Russell Westbrook (10) | Moda Center 18 714      | 38 - 34 |
| 73    | 21 mars    | Oklahoma City       | D 100-101 | Kawhi Leonard (21)     | Mason Plumlee (12)     | George, Leonard (5)    | Crypto.com Arena 19 068 | 38 - 35 |
| 74    | 23 mars    | Oklahoma City       | V 127-105 | Kawhi Leonard (32)     | Ivica Zubac (10)       | Hyland, Westbrook (7)  | Crypto.com Arena 17 307 | 39 - 35 |
| 75    | 25 mars    | La Nouvelle-Orléans | D 110-131 | Nah'Shon Hyland (18)   | Kawhi Leonard (6)      | Nah'Shon Hyland (7)    | Crypto.com Arena 17 702 | 39 - 36 |
| 76    | 27 mars    | Chicago             | V 124-112 | Nicolas Batum (24)     | Leonard, Zubac (7)     | Russell Westbrook (10) | Crypto.com Arena 19 068 | 40 - 36 |
| 77    | 29 mars    | @ Memphis           | V 141-132 | Russell Westbrook (36) | Ivica Zubac (7)        | Russell Westbrook (10) | FedExForum 16 775       | 41 - 36 |
| 78    | 31 mars    | @ Memphis           | D 94-108  | Norman Powell (16)     | Ivica Zubac (15)       | Russell Westbrook (11) | FedExForum 16 376       | 41 - 37 |

| Match | Date match | Équipe                | Score     | Meilleur marqueur  | Meilleur rebondeur | Meilleur passeur       | Lieux Spectateurs           | Série   |
| ----- | ---------- | --------------------- | --------- | ------------------ | ------------------ | ---------------------- | --------------------------- | ------- |
| 79    | 1er avril  | @ La Nouvelle-Orléans | D 114-122 | Kawhi Leonard (40) | Kawhi Leonard (8)  | Russell Westbrook (10) | Smoothie King Center 18 399 | 41 - 38 |
| 80    | 5 avril    | L.A. Lakers           | V 125-118 | Norman Powell (27) | Ivica Zubac (13)   | Quatre joueurs (4)     | Crypto.com Arena 19 068     | 42 - 38 |
| 81    | 8 avril    | Portland              | V 136-125 | Kawhi Leonard (27) | Ivica Zubac (10)   | Russell Westbrook (6)  | Crypto.com Arena 19 068     | 43 - 38 |
| 82    | 9 avril    | @ Phoenix             | V 119-114 | Norman Powell (29) | Kawhi Leonard (15) | Russell Westbrook (9)  | Footprint Center 17 071     | 44 - 38 |

### Playoffs
| Playoffs Total: 1-4 (Domicile : 0-2; Extérieur : 1-2) |

| Match | Date match | Équipe    | Score     | Meilleur marqueur      | Meilleur rebondeur   | Meilleur passeur       | Lieux Spectateurs       | Série |
| ----- | ---------- | --------- | --------- | ---------------------- | -------------------- | ---------------------- | ----------------------- | ----- |
| 1     | 16 avril   | @ Phoenix | V 115-110 | Kawhi Leonard (38)     | Ivica Zubac (15)     | Russell Westbrook (8)  | Footprint Center 17 071 | 1 - 0 |
| 2     | 18 avril   | @ Phoenix | D 109-123 | Kawhi Leonard (31)     | Kawhi Leonard (8)    | Kawhi Leonard (7)      | Footprint Center 17 071 | 1 - 1 |
| 3     | 20 avril   | Phoenix   | D 124-129 | Norman Powell (42)     | Westbrook, Zubac (8) | Russell Westbrook (12) | Crypto.com Arena 19 068 | 1 - 2 |
| 4     | 22 avril   | Phoenix   | D 100-112 | Russell Westbrook (37) | Ivica Zubac (9)      | Mann, Westbrook (4)    | Crypto.com Arena 19 068 | 1 - 3 |
| 5     | 25 avril   | @ Phoenix | D 130-136 | Norman Powell (27)     | Plumlee, Zubac (10)  | Russell Westbrook (8)  | Footprint Center 17 071 | 1 - 4 |

### Confrontations en saison régulière
| Conférence Est      | Conférence Est                              | Conférence Est                              | Conférence Ouest                            | Conférence Ouest                            | Conférence Ouest                            | Conférence Ouest                            | Conférence Ouest                            |
| Division Atlantique | Division Atlantique                         | Division Atlantique                         | Division Nord-Ouest                         | Division Nord-Ouest                         | Division Nord-Ouest                         | Division Nord-Ouest                         | Division Nord-Ouest                         |
| Équipe              | Domicile                                    | Extérieur                                   | Équipe                                      | Domicile                                    | Domicile                                    | Extérieur                                   | Extérieur                                   |
| ------------------- | ------------------------------------------- | ------------------------------------------- | ------------------------------------------- | ------------------------------------------- | ------------------------------------------- | ------------------------------------------- | ------------------------------------------- |
| Boston              | 113-93                                      | 110-116                                     | Denver                                      | 104-114                                     | 103-115                                     | 91-122                                      | 124-134 (OT)                                |
| Brooklyn            | 95-110                                      | 124-116                                     | Minnesota                                   | 99-88                                       | 101-108                                     | 115-128                                     |                                             |
| New York            | 106-95                                      | 134-128 (OT)                                | Oklahoma City                               | 100-101                                     | 127-105                                     | 94-108                                      | 110-118                                     |
| Philadelphie        | 110-120                                     | 114-119                                     | Portland                                    | 136-125                                     |                                             | 118-112                                     | 117-102                                     |
| Toronto             | 108-100                                     | 124-113                                     | Utah                                        | 102-110                                     | 121-114                                     | 112-125                                     | 103-126                                     |
| Division            | 6-4 (Domicile : 3-2; Extérieur : 3-2)       | 6-4 (Domicile : 3-2; Extérieur : 3-2)       | Division                                    | 6-12 (Domicile : 4-5; Extérieur : 2-7)      | 6-12 (Domicile : 4-5; Extérieur : 2-7)      | 6-12 (Domicile : 4-5; Extérieur : 2-7)      | 6-12 (Domicile : 4-5; Extérieur : 2-7)      |
| Division Centrale   | Division Centrale                           | Division Centrale                           | Division Pacifique                          | Division Pacifique                          | Division Pacifique                          | Division Pacifique                          | Division Pacifique                          |
| Équipe              | Domicile                                    | Extérieur                                   | Équipe                                      | Domicile                                    | Domicile                                    | Extérieur                                   | Extérieur                                   |
| Chicago             | 124-112                                     | 108-103                                     | Golden State                                | 134-124                                     | 134-126                                     | 107-124                                     | 91-115                                      |
| Cleveland           | 119-117                                     | 99-122                                      |                                             |                                             |                                             |                                             |                                             |
| Detroit             | 96-91                                       | 142-131 (OT)                                | L.A. Lakers                                 | 114-101                                     | 125-118                                     | 103-97                                      | 133-115                                     |
| Indiana             | 114-100                                     | 130-131                                     | Phoenix                                     | 95-112                                      | 95-111                                      | 116-107                                     | 119-114                                     |
| Milwaukee           | 106-119                                     | 105-106                                     | Sacramento                                  | 96-123                                      | 175-176 (2OT)                               | 111-109                                     | 127-128                                     |
| Division            | 6-4 (Domicile : 4-1; Extérieur : 2-3)       | 6-4 (Domicile : 4-1; Extérieur : 2-3)       | Division                                    | 9-7 (Domicile : 4-4; Extérieur : 5-3)       | 9-7 (Domicile : 4-4; Extérieur : 5-3)       | 9-7 (Domicile : 4-4; Extérieur : 5-3)       | 9-7 (Domicile : 4-4; Extérieur : 5-3)       |
| Division Sud-Est    | Division Sud-Est                            | Division Sud-Est                            | Division Sud-Ouest                          | Division Sud-Ouest                          | Division Sud-Ouest                          | Division Sud-Ouest                          | Division Sud-Ouest                          |
| Équipe              | Domicile                                    | Extérieur                                   | Équipe                                      | Domicile                                    | Domicile                                    | Extérieur                                   | Extérieur                                   |
| Atlanta             | 108-112                                     | 120-113                                     | Dallas                                      | 113-101                                     | 104-110                                     | 101-103                                     | 112-98                                      |
| Charlotte           | 126-105                                     | 119-117                                     | Houston                                     | 95-93                                       | 121-100                                     | 109-101                                     | 122-106                                     |
| Miami               | 100-110                                     | 110-115                                     | Memphis                                     | 135-129                                     |                                             | 141-132                                     | 94-108                                      |
| Orlando             | 108-113                                     | 111-116 (OT)                                | New Orleans                                 | 91-112                                      | 110-131                                     | 114-122                                     |                                             |
| Washington          | 102-93                                      | 114-107                                     | San Antonio                                 | 119-97                                      | 139-100                                     | 113-106                                     | 131-126                                     |
| Division            | 5-5 (Domicile : 2-3; Extérieur : 3-2)       | 5-5 (Domicile : 2-3; Extérieur : 3-2)       | Division                                    | 12-6 (Domicile : 6-3; Extérieur : 6-3)      | 12-6 (Domicile : 6-3; Extérieur : 6-3)      | 12-6 (Domicile : 6-3; Extérieur : 6-3)      | 12-6 (Domicile : 6-3; Extérieur : 6-3)      |
| Conférence          | 17-13 (Domicile : 9-6; Extérieur : 8-7)     | 17-13 (Domicile : 9-6; Extérieur : 8-7)     | Conférence                                  | 27-25 (Domicile : 14-12; Extérieur : 13-13) | 27-25 (Domicile : 14-12; Extérieur : 13-13) | 27-25 (Domicile : 14-12; Extérieur : 13-13) | 27-25 (Domicile : 14-12; Extérieur : 13-13) |
| Total               | 44-38 (Domicile : 23-18; Extérieur : 21-20) | 44-38 (Domicile : 23-18; Extérieur : 21-20) | 44-38 (Domicile : 23-18; Extérieur : 21-20) | 44-38 (Domicile : 23-18; Extérieur : 21-20) | 44-38 (Domicile : 23-18; Extérieur : 21-20) | 44-38 (Domicile : 23-18; Extérieur : 21-20) | 44-38 (Domicile : 23-18; Extérieur : 21-20) |

## Classements
| Conférence Ouest | Conférence Ouest                     | Conférence Ouest | Conférence Ouest | Conférence Ouest | Conférence Ouest | Conférence Ouest | Conférence Ouest |
| No               | Franchise                            | Vic.             | Def.             | MJ               | V/D              | GB               |                  |
| ---------------- | ------------------------------------ | ---------------- | ---------------- | ---------------- | ---------------- | ---------------- | ---------------- |
| 1                | c - Nuggets de Denver                | 53               | 29               | 82               | .646             | -                |                  |
| 2                | y - Grizzlies de Memphis             | 51               | 31               | 82               | .622             | 2                |                  |
| 3                | y - Kings de Sacramento              | 48               | 34               | 82               | .585             | 5                |                  |
| 4                | x - Suns de Phoenix                  | 45               | 37               | 82               | .549             | 8                |                  |
| 5                | x - Clippers de Los Angeles          | 44               | 38               | 82               | .537             | 9                |                  |
| 6                | x - Warriors de Golden State         | 44               | 38               | 82               | .537             | 9                |                  |
|                  |                                      |                  |                  |                  |                  |                  |                  |
| 7                | x - Lakers de Los Angeles            | 43               | 39               | 82               | .524             | 10               |                  |
| 8                | x - Timberwolves du Minnesota        | 42               | 40               | 82               | .512             | 11               |                  |
| 9                | pi - Pelicans de La Nouvelle-Orléans | 42               | 40               | 82               | .512             | 11               |                  |
| 10               | pi - Thunder d'Oklahoma City         | 40               | 42               | 82               | .488             | 13               |                  |
|                  |                                      |                  |                  |                  |                  |                  |                  |
| 11               | o - Mavericks de Dallas              | 38               | 44               | 82               | .463             | 15               |                  |
| 12               | o - Jazz de l'Utah                   | 37               | 45               | 82               | .451             | 16               |                  |
| 13               | o - Trail Blazers de Portland        | 33               | 49               | 82               | .402             | 20               |                  |
| 14               | o - Rockets de Houston               | 22               | 60               | 82               | .268             | 31               |                  |
| 15               | o - Spurs de San Antonio             | 22               | 60               | 82               | .268             | 31               |                  |

| Division Pacifique           | V  | D  | MJ | V/D  | GB | Dom   | Ext   | Div  |
| ---------------------------- | -- | -- | -- | ---- | -- | ----- | ----- | ---- |
| y - Kings de Sacramento      | 48 | 34 | 82 | .585 | –  | 23-18 | 25-16 | 9-7  |
| x - Suns de Phoenix          | 45 | 37 | 82 | .549 | 3  | 28-13 | 17-24 | 9-7  |
| x - Clippers de Los Angeles  | 44 | 38 | 82 | .537 | 4  | 23-18 | 21-20 | 9-7  |
| x - Warriors de Golden State | 44 | 38 | 82 | .537 | 4  | 33-8  | 11-30 | 7-9  |
| pi - Lakers de Los Angeles   | 43 | 39 | 82 | .524 | 5  | 23-18 | 20-21 | 6-10 |